# Seven's Grand Prix Series 2018
Navigation
Seven's Grand Prix Series 2017 Seven's Grand Prix Series 2019
Le Seven's Grand Prix Series 2018 est la dix-septième édition de la plus importante compétition européenne de rugby à sept. Elle se déroule entre mai et septembre 2018 et est organisée par Rugby Europe.
Elle est entrecoupée par l'organisation de la Coupe du monde de juillet 2018 à San Francisco à laquelle 5 des 12 équipes participent (Angleterre, France et Galles, quarts de finalistes de la dernière Coupe du monde de 2013 et équipes permanentes du World Series + Irlande et Russie ayant obtenu leur qualification lors du Grand Prix Series 2017.
Elle est qualificative pour l'édition 2019 du tournoi de qualification du Hong Kong Sevens qui permet à l'équipe vainqueur d'obtenir son statut d'équipe permanente en World Series. L'équipe classée dernière à l'issue de ce circuit européen est reléguée en Trophy.
L'Irlande, vainqueur du Grand Prix pour la première fois, l'Allemagne et la Russie représenteront l'Europe lors du Tournoi de qualification de Hong-Kong 2019. C'est la Suède qui rejoindra le Trophy en 2019, la Pologne classée dernière étant organisatrice d'un tournoi du Grand Prix.

## Équipes participantes
- Allemagne
- Angleterre
- Espagne
- France
- Pays de Galles
- Géorgie
- Italie
- Irlande
- Portugal
- Pologne
- Russie (tenant du titre)
- Suède (promu)

## Grand Prix Series
| Date                     | Lieu               | Vainqueur  | Finaliste | Troisième  |
| ------------------------ | ------------------ | ---------- | --------- | ---------- |
| 19–20 mai 2018           | Moscou, Russie     | Irlande    | Allemagne | Italie     |
| 30 juin-1er juillet 2018 | Marcoussis, France | Irlande    | Allemagne | Angleterre |
| 7–8 juillet 2018         | Exeter, Angleterre | Angleterre | Russie    | Irlande    |
| 8–9 septembre 2018       | Łódź, Pologne      | Irlande    | Allemagne | Portugal   |

## Classement général
| No | Équipe         | Moscou | Marcoussis | Exeter | Łódź | Total |
| -- | -------------- | ------ | ---------- | ------ | ---- | ----- |
| 1  | Irlande        | 20     | 20         | 16     | 20   | 76    |
| 2  | Allemagne      | 18     | 18         | 6      | 18   | 60    |
| 3  | Russie (T)     | 12     | 14         | 18     | 12   | 56    |
| 4  | Angleterre     | 10     | 16         | 20     | 8    | 54    |
| 5  | Portugal       | 6      | 12         | 14     | 16   | 48    |
| 6  | France         | 14     | 10         | 8      | 14   | 46    |
| 7  | Italie         | 16     | 8          | 3      | 3    | 30    |
| 8  | Pays de Galles | 4      | 6          | 12     | 2    | 24    |
| 9  | Espagne        | 8      | 2          | 4      | 10   | 24    |
| 10 | Géorgie        | 2      | 3          | 10     | 4    | 19    |
| 11 | Suède (P)      | 3      | 1          | 1      | 6    | 11    |
| 12 | Pologne        | 1      | 4          | 2      | 1    | 8     |

| Légende                                           |
| ------------------------------------------------- |
| Vainqueur                                         |
| Qualifié pour le Tournoi de Hong Kong 2019        |
| Relégué                                           |
| Abbreviations : - T : tenant du titre - P : promu |

## Première étape
La première épreuve se déroule à Moscou en Russie du 19 au 20 mai 2018. Elle est remportée comme la saison dernière par l'Irlande qui bat l'Allemagne en finale 28-7 . La Russie éliminée en quarts de la Cup par l'Allemagne remporte la Plate. L'équipe de France représentée par son 7 Développement renforcé de 4 éléments de France 7 termine 4e.
| Classement              | Vainqueur      | Score | Finaliste  | Demi-finaliste        |
| ----------------------- | -------------- | ----- | ---------- | --------------------- |
| Cup                     | Irlande        | 28-7  | Allemagne  | Italie (3e) France    |
| Plate                   | Russie         | 29–10 | Angleterre | Espagne (7e) Portugal |
| Challenge Trophy (Bowl) | Pays de Galles | 26–12 | Suède      | Géorgie (11e) Pologne |

## Deuxième étape
La deuxième épreuve se déroule au Centre national du rugby à Marcoussis en France du 30 juin au 1er juillet 2018. Elle est de nouveau remportée comme la première par l'Irlande qui bat encore l'Allemagne en finale. Les deux doubles finalistes creusent un écart au classement général sur la Russie battue dans la petite finale par l'Angleterre .
| Classement              | Vainqueur | Score | Finaliste | Demi-finaliste             |
| ----------------------- | --------- | ----- | --------- | -------------------------- |
| Cup                     | Irlande   | 49-7  | Allemagne | Angleterre (3e) Russie     |
| Plate                   | Portugal  | 17–12 | France    | Italie (7e) Pays de Galles |
| Challenge Trophy (Bowl) | Pologne   | 19–10 | Géorgie   | Espagne (11e) Suède        |

## Troisième étape
La troisième épreuve se déroule à Exeter en Angleterre du 7 au 8 juillet 2018. Deux semaines avant la Coupe du Monde 2018, l'Angleterre remporte son tournoi national en remportant la finale contre la Russie, et après avoir éliminé les deux leaders provisoires du classement général : l'Allemagne en quarts et l'Irlande en demi-finale. Du coup, La Russie passe devant l'Allemagne au classement général .
| Classement              | Vainqueur      | Score | Finaliste | Demi-finaliste        |
| ----------------------- | -------------- | ----- | --------- | --------------------- |
| Cup                     | Angleterre     | 15-5  | Russie    | Irlande (3e) Portugal |
| Plate                   | Pays de Galles | 26-21 | Géorgie   | France (7e) Allemagne |
| Challenge Trophy (Bowl) | Espagne        | 24–7  | Italie    | Pologne (11e) Suède   |

## Quatrième étape
La quatrième et dernière épreuve se déroule à Łódź en Pologne du 8 au 9 septembre 2018. L'Irlande remporte son 3e tournoi de la série en battant de nouveau l'Allemagne en finale. Les deux équipes finissent aux deux premières places du classement général, devant La Russie qui remporte la finale pour la 5e place (Plate) après sa défaite en quart de la Cup contre la France. Ces trois équipes participeront au Tournoi de Hong-Kong 2019 .
| Classement              | Vainqueur | Score | Finaliste | Demi-finaliste               |
| ----------------------- | --------- | ----- | --------- | ---------------------------- |
| Cup                     | Irlande   | 35-5  | Allemagne | Portugal (3e) France         |
| Plate                   | Russie    | 26-17 | Espagne   | Angleterre (7e) Suède        |
| Challenge Trophy (Bowl) | Géorgie   | 31–12 | Italie    | Pays de Galles (11e) Pologne |